# Банатска Суботица
Банатска Суботица је насеље у Србији, у општини Бела Црква, у Јужнобанатском округу.
Налази се на левој обали реке Караш, између села Добричева, Војводинаца, Страже, Јасенова и Чешког Села-Фабијана. До њега води пут који се одваја од пута Бела Црква — Вршац. Површина његовог ширег подручја износи 98,8 хектара и становништво се бави искључиво пољопривредом.
Према попису из 2022. било је 129 становника.

## Историја
Током историје Банатска Суботица је мењала имена:
- 1427. – Суботица (Zaboticha )
- 1912. –
- 1922. — Суботица

Насеље на томе месту се називало Јанки, по најмоћнијој крашовској олигархској породици у средњем веку. Већ 1355. године помиње се Никола Парвус (Мали) де Јанк, као властелин јанских добара и светођурвских на Брзави, којима је припадало 58 насеља (Базијаш, Кусић, Суботица, и др). Године 1387. учествовао је Ладислав де Јанк у буни Хрвата и Палишана против краља Сигмунда, а 1427. године умро је последњи члан породице де Јанк, Јован. По смрти његовој поклонио је краљ Сигмунд властелинство Алберту Нађмихаљу. Његов најстарији син, Ђорђе, проневерио је државни порез 1444. године па му је губернатор Јанош Хуњади узео властелинство. Године 1473. власт над насељем Јавно имао је Нуман-бег, а 1713. помиње се последњи пут као Јањево, насеље са 20 домова.
Суботица (Zaboticha) се помиње као крашовско насеље 1427. године а сматра се да је добило по суботи, пијачном дану у том месту.
Суботица је 1692. године је била у оквиру Отоманске империје, где је у њој узимао харач Хуман – бег. Од 1690. до 1700. године припадала је Новопаланачком дистрикту, као и од 1716. до 1779. По Ерлеру аустријском царском ревизору 1774. године место је припадало Јасеновачком округу, Новопаланачког дистрикта. Становништво је било измешано, српско и влашко. Године 1713. имала је свега 22 куће, а 1717. бројала је 24 куће, док је 1781. године било 85 кућа.
Године 1742. подигнута је црква брвнара, а 1866. подигнута је садашња црква.
Прва школа постојала је још 1778. године и похађало ју је 15 ђака. Школа у Банатској Суботици и данас постоји упркос томе што је похађа веома мали број ученика.
На пољани „Јањево“ било је на месту где се данас налазило село на коме су се досељавали људи са Косова 1690. године за време сеобе под Чарнојевићима. После 1713. становници су се преселили на другу локацију на којој се налази данашња Банатска Суботица.

### Демографска историја
| Година     | 1869. | 1880. | 1890. | 1900. | 1910. | 1921. |
| Становника | 552   | 535   | 545   | 552   | 611   | 540   |
| Срба       | ?     | ?     | ?     | ?     | ?     | 507   |
| Румуна     | -     | ?     | ?     | ?     | ?     | 2     |
| Немаца     | -     | ?     | ?     | ?     | ?     | 2     |
| Мађара     | -     | ?     | ?     | ?     | ?     | 28    |
| Осталих    | -     | ?     | ?     | ?     | ?     | 0     |

### Попис1910.
| Банатска Суботица                                                                                           | Банатска Суботица |
| --- | --- |
| језик | вера |
| укупно: 611 Српски 545 (89,19%) Мађарски 32 (5,23%) Румунски 16 (2,61%) Немачки 8 (1,30%) остали 10 (1,63%) | <div style="border:solid transparent;position:absolute;width:100px;line-height:0; укупно: 611 Православци 562 (91,98%) Римокатолици 45 (7,36%) Калвинисти 3 (0,49%) Јевреји 1 (0,16%) - (-%) |

## Демографија
У насељу Банатска Суботица живи 165 пунолетних становника, а просечна старост становништва износи 46,2 година (46,5 код мушкараца и 46,0 код жена). У насељу има 83 домаћинства, а просечан број чланова по домаћинству је 2,41 (попис 2002).
Ово насеље је углавном насељено Србима (према попису из 2002. године), а у последња три пописа, примећен је пад у броју становника.
|  |

| Демографија | Демографија | Демографија |
| Година      | Становника  | Становника  |
| ----------- | ----------- | ----------- |
| 1948.       | 516         |             |
| 1953.       | 536         |             |
| 1961.       | 505         |             |
| 1971.       | 479         |             |
| 1981.       | 372         |             |
| 1991.       | 280         | 267         |
| 2002.       | 200         | 229         |
| 2011.       | 169         |             |

| Етнички састав према попису из 2002.‍ | Етнички састав према попису из 2002.‍ | Етнички састав према попису из 2002.‍ | Етнички састав према попису из 2002.‍ | Етнички састав према попису из 2002.‍ |
| ------------------------------------ | ------------------------------------ | ------------------------------------ | ------------------------------------ | ------------------------------------ |
|                                      |                                      |                                      |                                      |                                      |
| Срби                                 | Срби                                 |                                      | 170                                  | 85,0%                                |
| Мађари                               | Мађари                               |                                      | 11                                   | 5,5%                                 |
| Роми                                 | Роми                                 |                                      | 8                                    | 4,0%                                 |
| Чеси                                 | Чеси                                 |                                      | 4                                    | 2,0%                                 |
| Румуни                               | Румуни                               |                                      | 2                                    | 1,0%                                 |
| Југословени                          | Југословени                          |                                      | 2                                    | 1,0%                                 |
| Немци                                | Немци                                |                                      | 1                                    | 0,5%                                 |
| непознато                            | непознато                            |                                      | 2                                    | 1,0%                                 |

| Година пописа     | 1948. | 1953. | 1961. | 1971. | 1981. | 1991. | 2002. |
| ----------------- | ----- | ----- | ----- | ----- | ----- | ----- | ----- |
| Број домаћинстава | 122   | 123   | 119   | 108   | 104   | 82    | 83    |

| Број чланова      | 1  | 2  | 3 | 4  | 5 | 6 | 7 | 8 | 9 | 10 и више | Просек |
| ----------------- | -- | -- | - | -- | - | - | - | - | - | --------- | ------ |
| Број домаћинстава | 27 | 27 | 8 | 14 | 3 | 4 | 0 | 0 | 0 | 0         | 2,41   |

| Пол    | Укупно | Неожењен/Неудата | Ожењен/Удата | Удовац/Удовица | Разведен/Разведена | Непознато |
| ------ | ------ | ---------------- | ------------ | -------------- | ------------------ | --------- |
| Мушки  | 87     | 23               | 53           | 10             | 1                  | 0         |
| Женски | 89     | 10               | 55           | 24             | 0                  | 0         |
| УКУПНО | 176    | 33               | 108          | 34             | 1                  | 0         |

| Пол    | Укупно                    | Пољопривреда, лов и шумарство | Рибарство                            | Вађење руде и камена | Прерађивачка индустрија       |
| ------ | ------------------------- | ----------------------------- | ------------------------------------ | -------------------- | ----------------------------- |
| Мушки  | 45                        | 32                            | 0                                    | 0                    | 3                             |
| Женски | 27                        | 25                            | 0                                    | 0                    | 0                             |
| УКУПНО | 72                        | 57                            | 0                                    | 0                    | 3                             |
| Пол    | Производња и снабдевање   | Грађевинарство                | Трговина                             | Хотели и ресторани   | Саобраћај, складиштење и везе |
| Мушки  | 1                         | 6                             | 0                                    | 0                    | 0                             |
| Женски | 0                         | 0                             | 0                                    | 0                    | 0                             |
| УКУПНО | 1                         | 6                             | 0                                    | 0                    | 0                             |
| Пол    | Финансијско посредовање   | Некретнине                    | Државна управа и одбрана             | Образовање           | Здравствени и социјални рад   |
| Мушки  | 0                         | 0                             | 0                                    | 1                    | 0                             |
| Женски | 0                         | 0                             | 0                                    | 0                    | 0                             |
| УКУПНО | 0                         | 0                             | 0                                    | 1                    | 0                             |
| Пол    | Остале услужне активности | Приватна домаћинства          | Екстериторијалне организације и тела | Непознато            | Непознато                     |
| Мушки  | 1                         | 0                             | 0                                    | 1                    | 1                             |
| Женски | 0                         | 0                             | 0                                    | 2                    | 2                             |
| УКУПНО | 1                         | 0                             | 0                                    | 3                    | 3                             |